# Воскресный день (картина Жилинского)
«Воскресный день» — одна из наиболее известных картин народного художника РСФСР, академика Российской академии художеств Дмитрия Жилинского. Создана в 1973 году. Находится в коллекции Государственной Третьяковской галереи.
Современный российский искусствовед Анна Дьяконицына в книге о творчестве художника называет «Воскресный день» одним из ключевых, этапных произведений Жилинского 70-х годов XX века. Советский искусствовед Платон Павлов в монографии «Развитие образно-пластической структуры современной советской живописи: конец 1950-х — 1970-е годы» писал, что картина в творчестве художника ознаменовала новое, более глубокое и сложное, отношение Жилинского к человеку, новый подход к композиции и колориту полотна.

## История создания и судьба картины
С 1944 по 1973 год Дмитрий Жилинский жил в так называемом Красном доме, где его соседями были крупные советские живописцы, скульпторы и графики. В 1973 году он переехал в собственный дом в Новобутакове, где у него появилась личная мастерская. С этим событием Анна Дьяконицына соотносит создание художником картины «Воскресный день».
В 70-е годы XX века Дмитрий Жилинский создавал преимущественно небольшие композиции и портреты, среди которых крупная работа «Воскресный день» была редким исключением. В этой картине он попытался передать «мотивы вечного цветения природы и полноты жизни человека».

### Картина в собрании Третьяковской галереи и на выставках

Картины Жилинского «У моря. Семья» и «Воскресный день» в Новой Третьяковке, 2019

Картина создана в 1973 году. Техника — темпера по древесно-стружечной плите. Размер полотна — 140 × 120 сантиметров (в специализированных источниках встречается и размер 150 × 120 сантиметров). Картина входит в экспозицию Государственной Третьяковской галереи.
В Третьяковской галерее хранятся четыре эскиза, демонстрирующие разные этапы работы над картиной. Все они выполнены в одинаковой технике — темпера на древесно-стружечной плите, имеют одинаковый размер — 26,5 × 23 сантиметра. К 1973 году относится карандашный подготовительный рисунок к картине, изображающий девочку, сцепившую руки над головой и стоящую спиной к зрителю.
Картина и эскизы к ней неоднократно представляли творчество художника на его персональных и коллективных выставках. Среди последних: «Дмитрий Жилинский» в Российской академии художеств (персональная, к 75-летию мастера, Москва, 2002 год), «Дмитрий Жилинский» в Русском музее (персональная, Санкт-Петербург, 14 ноября 2012 — 25 февраля 2013 года), «Сотворение мира» — выставка в Российской академии художеств, где были представлены эскизы к картине (персональная к 90-летию художника, Москва, с 24 мая по 18 июня 2017 года), «Дмитрий Жилинский. Ближний круг» в Третьяковской галерее (персональная, Москва, 13 апреля — 5 июля 2018 года).

### Сюжет картины
Художник изобразил сцену отдыха на природе людей, входивших в его ближний круг — в содружество Красного дома в Новогирееве. Этот дом расположен на востоке Москвы, недалеко от шоссе Энтузиастов. В 1936 году Моссовет отдал небольшую территорию на окраине Перова под строительство жилья и мастерских группе деятелей изобразительного искусства: Владимиру Фаворскому, Ивану Ефимову и Льву Кардашову. Они построили трёхэтажный дом из кирпича (отсюда и название) по собственному проекту в 1939 году. Грунтовая дорога рядом вела к Измайловскому парку. Во время и после войны в доме поселились семья художницы Елены Коровай (1901—1974) и Дмитрий Жилинский (в 1944 году по приглашению семьи Ефимовых — скульптора И. С. Ефимова и его супруги, художницы Н. Я. Симонович-Ефимовой; первоначально он жил в Москве у них же, но в городской квартире у Красных Ворот), а также график и живописец Илларион Голицын (женился на внучке Ефимова) и скульптор Дмитрий Шаховской (женился на дочери Фаворского).
Сам художник описывал сюжет картины так:

«Сюжет прост: девушки отдыхают в лесу. Но теперь взгляните: они у меня вписаны в квадрат. А сам этот квадрат находится на фоне круга — куста бузины. Теперь обратите внимание на углы: там… у меня тоже есть зацепки. И есть ещё диагональная система — от перекатывающейся девочки до кричащего мальчишки… Объяснить, зачем всё это, мне трудно. Видимо, у меня есть какое-то представление об организации живописного пространства. Вот я и добиваюсь своего идеала»— Дмитрий Жилинский. О языке искусства
Виталий Манин считает, что в сюжете присутствует тема диалога поколений. Сидящая слева в плетёном кресле художница Елена Коровай наблюдает за группой молодёжи, «будто уходящая старость разглядывает молодое поколение».

### Персонажи картины
Всего на картине изображено двадцать человек и две собаки. На первом плане Жилинский изобразил:
| Место персонажа на картине Дмитрия Жилинского                                                                                                   | Прототип персонажа |
| --- | --- |
| Девочка с собакой в правом нижнем углу картины                                                                                                  | Катя Голицына (род. 1959) — дочь Иллариона Голицына от первого брака. |
| Девушка в красной майке | Мариам Суханова. Дочь художников А. Ф. Суханова и Л. А. Бажбеук-Меликян (род. 1954). Окончила Художественный институт имени В. И. Сурикова, вышла замуж за студента этого же института киприота Христоса Фукараса. Создаёт портреты, натюрморты, работы бытового жанра. |
| Девушка, которая изображена на картине дважды: а) одна из фигур центральной группы (в белом платье), б) она же делает «колесо» на первом плане. | Ольга Жилинская — дочь художника от первого брака (род. 1954). Она изображена на картине в возрасте девятнадцати лет. Закончила Московский художественный институт имени В. И. Сурикова по классу К. А. Тутеволь в 1977 году. Член-корреспондент Российской академии художеств. Работы художницы находятся в музеях современного искусства в Москве, Сочи, а также в частных собраниях России, Канады, Люксембурга и других стран мира. |
| Девочка, стоящая спиной к зрителю с поднятыми руками                                                                                            | Дарья Шаховская — дочь Д. М. Шаховского и М. В. Фаворской-Шаховской (род. 1957), позже — мастер декоративно-прикладного искусства. |
| Девушка в жёлтом платье | Катя (Екатерина Дмитриевна) Серова (род. 1953) — правнучка художника В. А. Серова. В 1977 году окончила факультет архитектурно-декоративной пластики Московского высшего художественно-промышленного училища по специальности «художник монументально-декоративного искусства». С 1977 по 1997 год работала скульптором по договорам в Московском художественном комбинате. С 1995 года является членом Московского союза художников. В апреле 1997 года была принята на работу в Методический кабинет по учебным заведениям искусств и культуры Комитета по культуре города Москвы, до 2010 года руководила его изобразительным отделом. Почётный работник культуры Москвы. С мая 2010 года была директором Детской художественной школы имени В. А. Серова. |
| Девушка с тёмными волосами | Катя Фёдорова. |
| Девушка с рыжими волосами | Аня Меркулова. |
| Девушка в бордовых брюках | Наташа Шаховская — дочь Д. М. Шаховского и М. В. Фаворской-Шаховской (род. 1952), впоследствии — переводчик художественной литературы. |

Все персонажи второго и третьего плана также портретны. На втором плане из куста бузины выглядывают двое ребят:
| Место персонажа на картине Дмитрия Жилинского | Прототип персонажа |
| --------------------------------------------- | --- |
| Мальчик в кустах слева                        | Ваня Голицын (род. 1961), сын Иллариона Голицына. Учился в Московском полиграфическом институте. С 1991 года является членом МОСХ, художник, график, живописец, работающий в технике коллажа, автор выставочных проектов, в 2010 году был удостоен серебряной медали Российской академии художеств.                      |
| Мальчик в красном в кустах                    | Вася Жилинский. Сын художника от первого брака (род. 1961), изображён в возрасте двенадцати лет. В 1985 году окончил Московский государственный художественный институт имени В. И. Сурикова. Его работы находятся в музеях и частных собраниях России, в частных собраниях Японии, Австрии, Франции, Люксембурга и США. |
| Женщина слева, сидящая в плетёном кресле      | Художница Елена Людвиговна Коровай (Дьяконицына утверждала, что это — её дочь Ирина Георгиевна Коровай (род. 1935), график, член Союза художников СССР). |
| За ней стоит молодой человек                  | Ваня Шаховской. Художник-монументалист, иллюстратор и дизайнер книг, лауреат Государственной премии Российской Федерации за храмовые мозаичные работы. |

Группу вдалеке (третий план) слева составляют:
| Место персонажа на картине Дмитрия Жилинского | Прототип персонажа |
| --------------------------------------------- | --- |
| Женщина слева                                 | Людмила Кардашова (1919—1995), в девичестве фон Дервиз, — супруга Льва Кардашова, племянница М. В. Фаворской, приходилась родственницей Валентину Серову и Антону Чехову, скульптор.                                                                                   |
| В центре                                      | Адриан Ефимов, позже — кандидат геолого-минералогических наук, получил известность как мерзлотовед и искусствовед, автор 80 научных статей и 23 работ по искусству. Хранитель мемориальной мастерской художников Н. Я. Симонович-Ефимовой и своего отца И. С. Ефимова. |
| Женщина справа                                | Его жена — Екатерина Александровна Рейтлингер (1914—2014), палеонтолог, изучала пограничное отложение девона и карбона, работала в Геологическом институте АН СССР. |

Группа вдалеке справа включает изображения:
| Место персонажа | Прототип персонажа |
| --------------- | --- |
| Мужчина         | Илларион Голицын. |
| Женщина слева   | Его первая жена — Наталия Адриановна Ефимова (1939—1990), окончила МГУ, геолог, кандидат геолого-минералогических наук. Дочь Адриана Ефимова. |
| Женщина рядом   | Лавиния Бажбеук-Меликян, художница. Она была знакома с Жилинским со студенческих времён (1922—2005). |
| Женщина справа  | Предположительно, Нина Ивановна Жилинская (если судить по абрису фигуры, так как лицо закрыто). Первая супруга Жилинского (до замужества носила фамилию Кочеткова, 1926—1995) — скульптор и график. Первой в СССР стала создавать скульптурные пейзажи и натюрморты в стиле необарокко, развивала традиции авангардного искусства, деформировала в своих работах человеческое тело. Для её работ характерны «динамика, драматический пафос, дух борьбы и страдания». В 1985 году перенесла инсульт, потеряла способность владеть правой рукой и говорить. Научившись работать левой рукой, художница последние десять лет жизни работала в технике рисунка и живописи. |

## Оценка искусствоведов, культурологов и зрителей

### Замысел художника

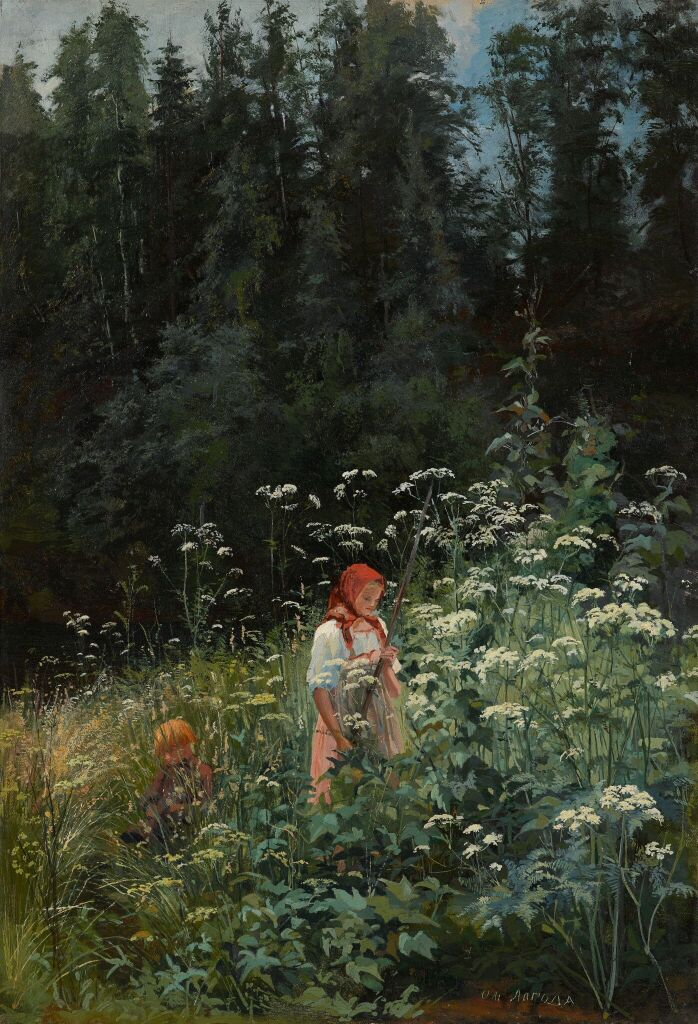
О. А. Лагода-Шишкина. Девочка в траве, 1880

Дмитрий Жилинский. Стихи, 1973

По мнению В. Манина, Дмитрий Жилинский поставил перед собой цель показать «рукотворную красоту, подобную предметному окружению». Искусствовед видит в картине «взаимодействие потаённого смысла и почти оптического воплощения видимого мира». По его мнению, смысл картины не в сюжете (девочка подняла птенца и бережно держит его в руках). «Детский» сюжет полотна — предлог к многомерности изображённого. Художника интересует пластическое исполнение (целая совокупность элементов, передающих понятие красоты). В центральной группе красота воплощается, по мнению Манина, в очертаниях фигур и плавных текущих линий. В фигуре девушки в белом платье российский искусствовед видит «эхо античных Венер» и «Весны» Джорджоне. Покой центральной группы и групп на самом дальнем плане противопоставлен детям (девочке, делающей «колесо», и кричащему в кустах мальчику).
Манин полагает, что Жилинского при создании картины «Воскресный день» в первую очередь интересовала человеческая личность со всеми её свойствами и отношением к окружающему миру. Художник также посвятил много времени изображению цветов и травы, листьев и деревьев. Так возникли композиционные картины с портретными изображениями, к которым и относится «Воскресный день». Манин считал, что понятие реализма при анализе картины  и творчества Жилинского в целом было бы недостаточно, и больше подходит наименование «конкретное искусство» в понимании достаточности для эстетического освоения самого предмета изображения, из творения которого на холсте рождается красота (Манин сравнивает творчество художника с работами Ольги Лагоды-Шишкиной). Цветы и трава имеют самостоятельное художественное значение. Красные пятна одежды эффектно выделяются на зелёном фоне травы. Детально прописанные художником листья, трава и цветы напоминают Манину традицию раннего немецкого Возрождения (например, произведения Альбрехта Альтдорфера, для которого характерно пристрастие к выявлению предметной сущности природы). Совершенством исполнения они приближаются, по мнению искусствоведа, «к понятию шедевра».
Мария Шашкина отмечала, что в картине «Воскресный день» Е. Л. Коровай изображена в плетёном кресле в парке, а перед ней находится группа девушек и детей. Коровай изображена сильной личностью, которая пытается преодолеть возраст и жизненную драму. Старая художница смотрит на молодых людей, её хрупкая фигура сопоставляется с юными красивыми людьми и стройными деревьями, с полными изящества цветами. По мнению Шашкиной, так раскрывается идея Жилинского о преемственности поколений. Одна из героинь центральной группы девушек пришла в картину из портрета Дмитрия Жилинского «Стихи». Картина «Стихи» была создана в 1973 году, в процессе работы над «Воскресным днём». Техника её исполнения — темпера по оргалиту. Размер — 111 × 56 см. К 2006 году она оставалась в собственности автора. На картине изображена девушка в белом платье, которая босиком стоит на траве. Девушка держит в руках книгу. На камерном портрете, находясь в окружении декоративно-символических изображений цветов, с книгой в руках, она сама, по словам Шашкиной, кажется романтическим образом из сонета. Художник в этой картине достиг «слияния личности героини с собственным поэтическим строем размышлений». В картине «Воскресный день» этот же образ девушки становится более многозначным. Сохраняя свою поэтичность и нежность лирического чувства, он одновременно включён в ряд разнообразных характеров и сложных психологических состояний двух десятков персонажей.

### Эмоциональный мир картины
Кандидат искусствоведения Виктория Лебедева считает картину отражением главной, по её мнению, темы творчества художника — одиночества человека «среди людей». Она видит в картине не веселье, а сосредоточенность, сложные раздумья. Искусствовед пишет в своей книге о творчестве Жилинского, что полотно передаёт локализованность, отъединённость каждой внутренне значительной личности, невозможность почувствовать себя частью группы людей. На картине ни один персонаж не смотрит на другого, все они ушли в себя. Тревогой наполнено и колористическое построение картины: «…на фоне густой зелени вспыхивают яркие блики красного цвета, нервно воспринимается дробный ритм поднятых рук». Художник не изображает на картине небо, персонажи поглощены массивом зелени. Дальние фигуры и освещённая поляна на заднем плане подчёркивают погружённость в тень переднего плана, где, по её выражению, «всё так близко — и так невозможно далеко…».
Лебедева находит эти черты в картинах Северного и итальянского Возрождения, которые Жилинский изучал и хорошо знал. Она приводит в пример полотно Яна ван Эйка «Портрет четы Арнольфини» (1434), которое формально является свадебным портретом, где супруги позируют художнику, держа друг друга за руки. Их взгляды не пересекаются, каждый погружён в себя, охвачен собственными мыслями и чувствами, они замкнуты в себе и в своём общем одиночестве. Даже гости, отражающиеся в зеркале на стене, оказываются не в состоянии вывести их из задумчивости. Интерьер помещения отделяет персонажей от мира, собачка у ног супругов, живо реагирующая на приход гостей, усиливает впечатление неподвижности самих Арнольфини. В центральной части Гентского алтаря ван Эйка (1432) «Поклонение Агнцу» представлены тесно стоящие группы людей, но они как будто не видят и не слышат друг друга. Они собрались ради чуда Святого Агнца, но не смотрят и на чудо. Одни молятся, другие поют, художник больше показывает их внутренний мир, чем реакцию на событие. В картине Рафаэля «Обручение Марии» (1504) представлен религиозно-бытовой сюжет — Иосиф надевает обручальное кольцо на палец Девы Марии, жесты сближают персонажей, но каждый из них погружён в себя. Суета фигур на дальнем плане подчёркивает статику первого плана.

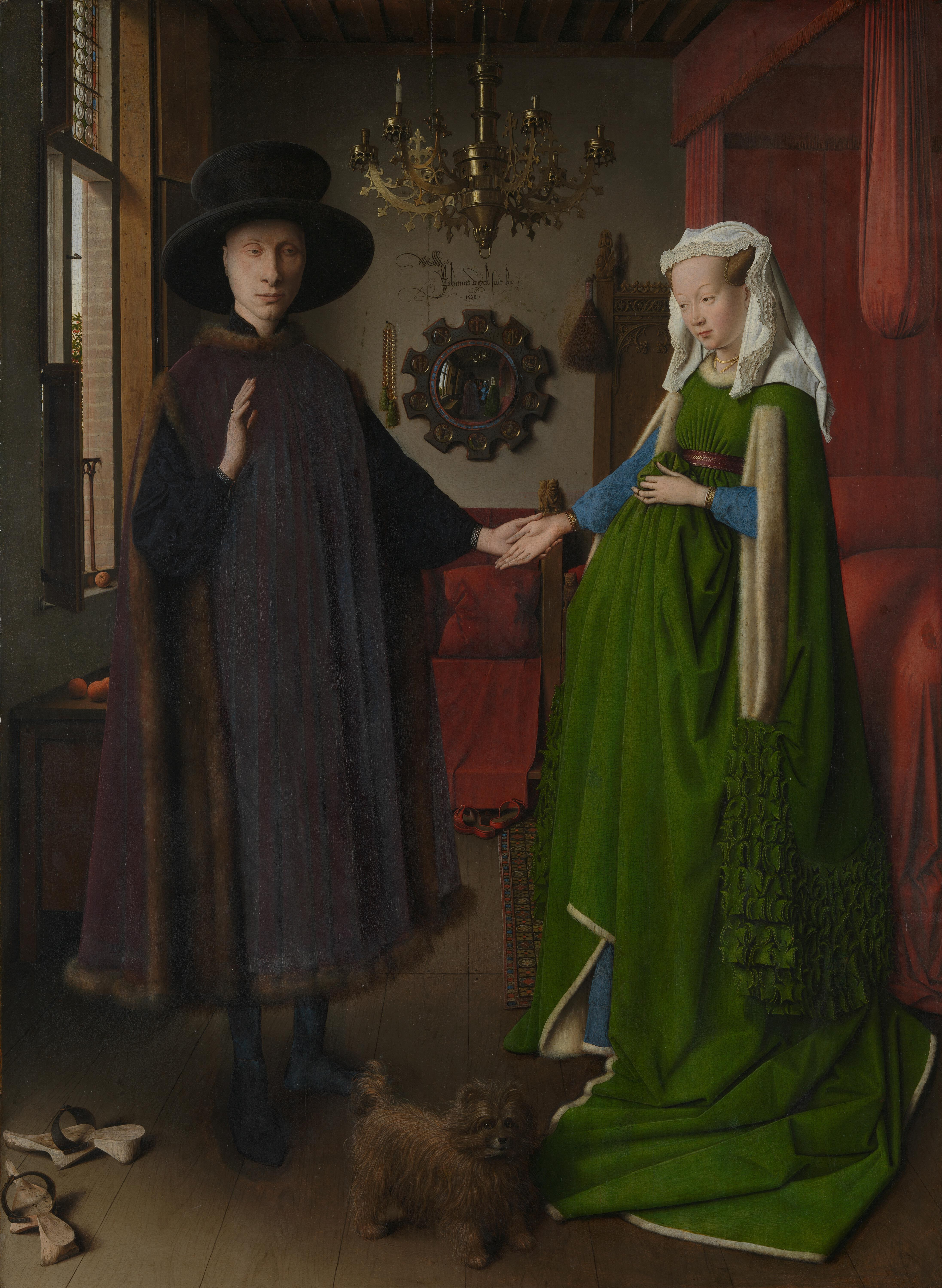
Ян ван Эйк. Портрет четы Арнольфини, 1434
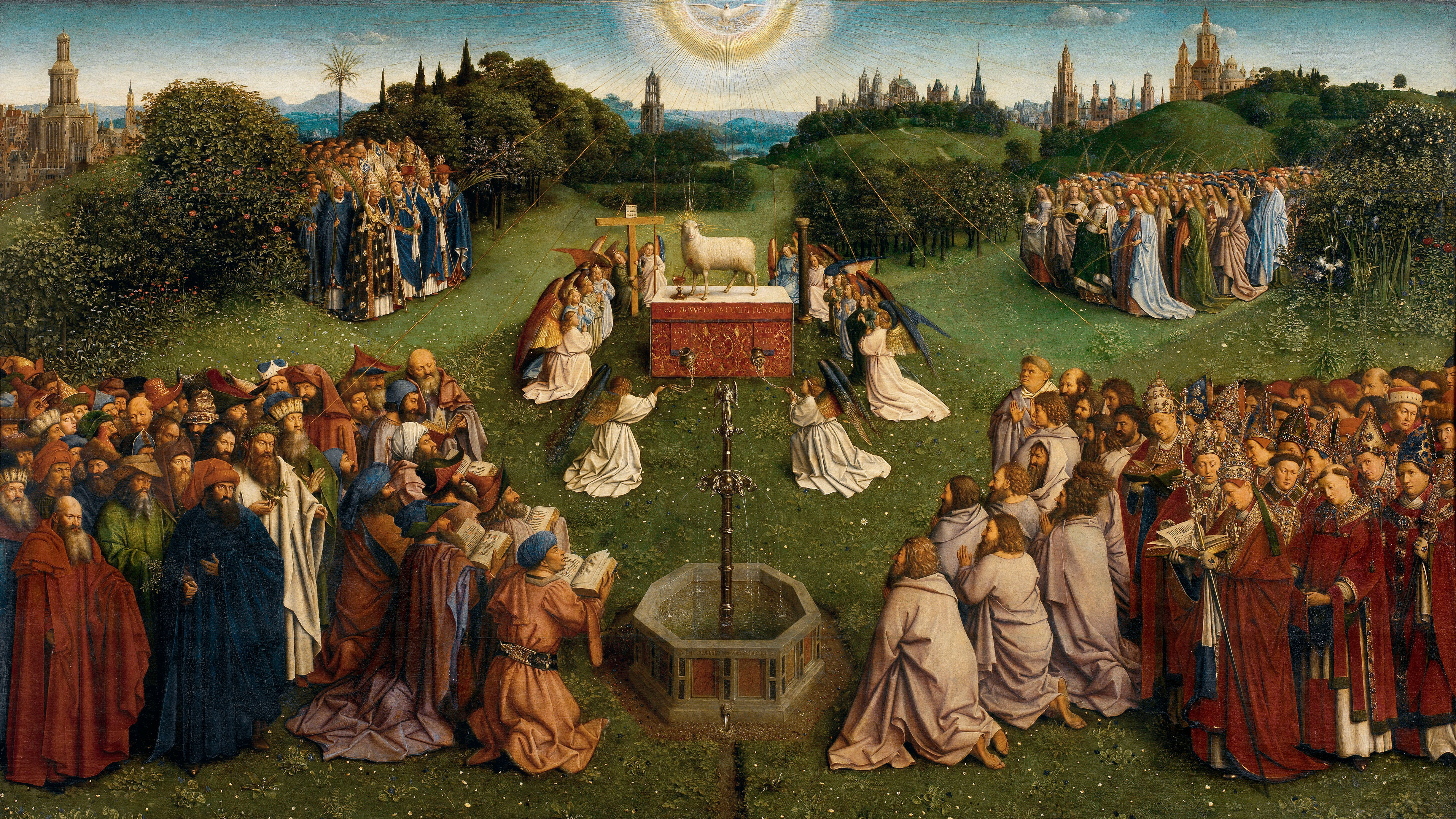
Ян ван Эйк. Поклонение агнцу, 1432
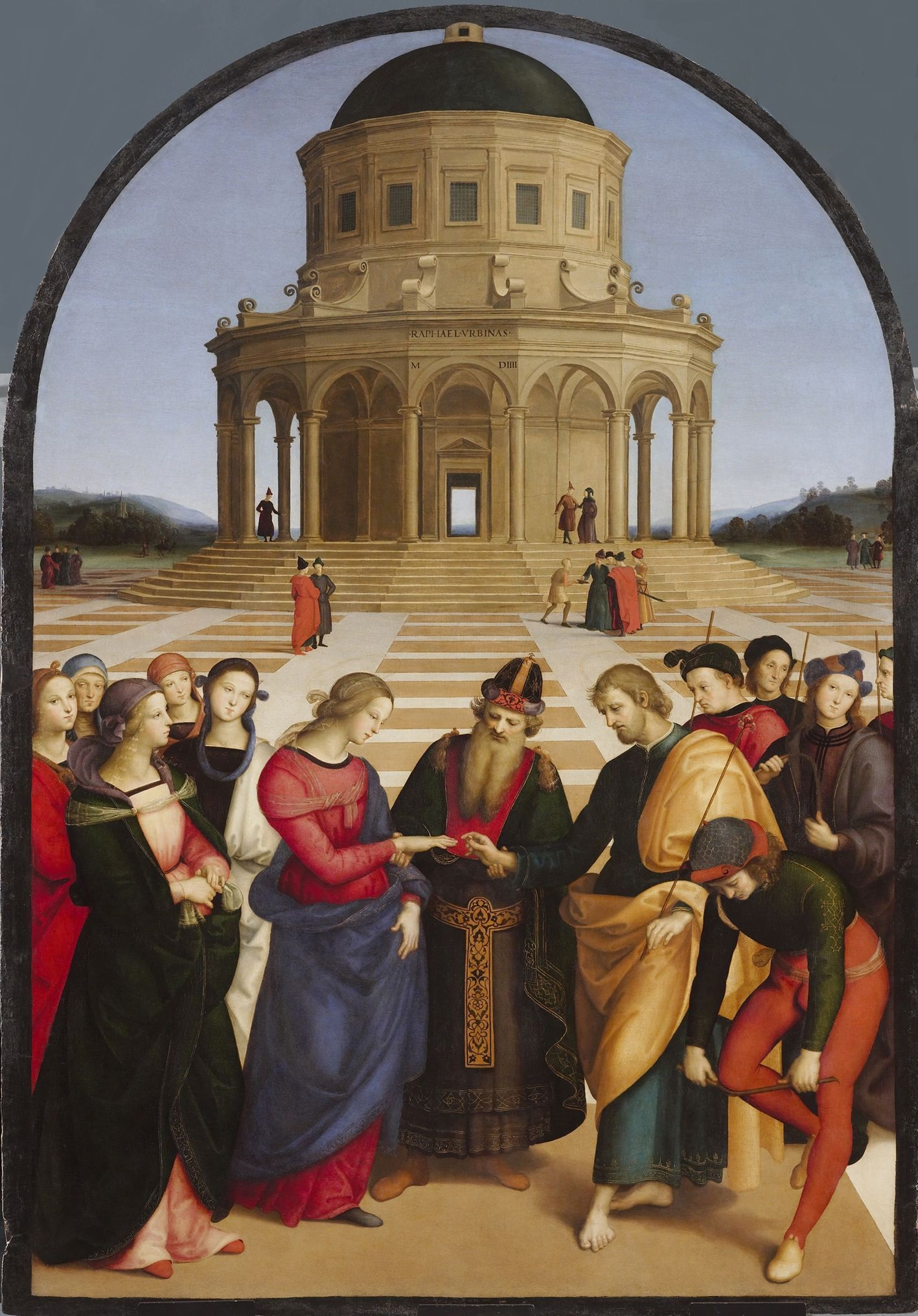
Рафаэль. Обручение Марии, 1504

По-иному оценивает картину доктор искусствоведения В. В. Ванслов, он называет её радостной и мажорной. Авторы многотомного исследования советской живописи оценивают «Воскресный день» как «приблизившийся, в силу определённой логики развития мастера, к искусству позднеготических мастеров», высоко оценивают изящество и хрупкость линейного ритма, «изысканность ансамбля локальных фонов».
Советский искусствовед Платон Павлов считал, что художник в картине «Воскресный день» раскрывает внутреннюю жизнь каждого персонажа в отдельности, но в то же время показывает его гармоничные отношения с целым — с другими персонажами, с природой, со всем окружающим пространством. Образы девушек в центре, по словам Павлова, являются воплощением юности, нежности и красоты. Он замечает, что их личные качества художник показывает ещё не сформировавшимися, а лишь едва намеченными. Они живут в мире искренних чувств. Настроение картины подчёркивают декоративность (Жилинский прорабатывает, подобно средневековому ремесленнику, «каждый квадратный сантиметр своего произведения, с наслаждением выписывает детали, не теряя при этом условности зрительного образа», он «стремится к завершённости и красоте картины как вещи, сделанной искусными человеческими руками») и тонкость колорита, его единство. По мнению Павлова, вещественность искусства преобразуется у Жилинского в духовную реальность.

### Композиция картины
Платон Павлов обращает внимание на изощрённость композиции полотна. Основная группа, девушки — на первом плане — и два подростка — в кустарнике, образует равнобедренный треугольник. Большинство персонажей внутри треугольника и вне его находятся в спокойном состоянии, но некоторые из них (например, поющий мальчик, в восторге раскинувший руки) нарушают это спокойствие. Одна из девушек держит в руке маленького птенца, «и над ним мы замечаем как бы лёгкое порхание красивых девичьих рук». Во внутренней динамике пространства главную роль играет цветовая перспектива. Первый план приглушён по цвету, хотя есть две зрительные точки опоры в левом и правом нижних углах (имеются в виду изображённые собаки), центральная часть создаёт иллюзию движения в глубину. Изображая растительность, художник выписывает малейшие детали — цветы, лепестки, стебли (некоторые зрители утверждали, что на картине присутствует изображение тридцати шести видов растений). Присутствуют нейтральные по цвету пустоты (например, «условно динамичная, но в то же время вроде бы и застывшая фигура девушки, делающей „колесо“»).
Задний план в нарушение принципов световоздушной перспективы ярок и активен. Он создаёт опору для центральной группы фигур и становится силой, выводящей эту группу вперёд. В группе на первом плане существуют интенсивные участки цветовой поверхности, выделяющиеся в золотисто-зеленоватой цветовой массе, — красный цвет разных оттенков, жёлтый, синий (преимущественно это свитера, кофточки, брюки персонажей, яркие пятна ягод). Художник мастерски управляет направлениями взгляда зрителя, а в результате — его эмоциями. Жилинский концентрирует внимание зрителя на лицах, особенно на глазах, на руках и жестах героев картины.

## Картина «Воскресный день» в преподавании в средней общеобразовательной школе
В учебнике «История России XX века. 9 класс» коллектива авторов в составе Н. В. Загладина, Ю. А. Петрова, С. И. Козленко и С. Т. Минакова картина Дмитрия Жилинского помещена в цветной вкладке и иллюстрирует изобразительное искусство советского периода. Репродукция картины также представлена в учебнике «Литература. 11 класс. Часть II» В. А. Чалмаева и С. А. Зинина.

## Картина «Воскресный день» на открытках и марках
В 1986 году картина была выпущена на почтовой открытке.